# Bridgewater (Dacota do Sul)
Bridgewater é uma cidade localizada no estado norte-americano de Dakota do Sul, no Condado de McCook.

## Demografia
Segundo o censo norte-americano de 2000, a sua população era de 607 habitantes. 
Em 2006, foi estimada uma população de 582, um decréscimo de 25 (-4.1%).

## Geografia
De acordo com o United States Census Bureau tem uma área de 
2,9 km², dos quais 2,9 km² cobertos por terra e 0,0 km² cobertos por água.

## Localidades na vizinhança
O diagrama seguinte representa as localidades num raio de 24 km ao redor de Bridgewater. 